# 帕迪亞 (玻利維亞)

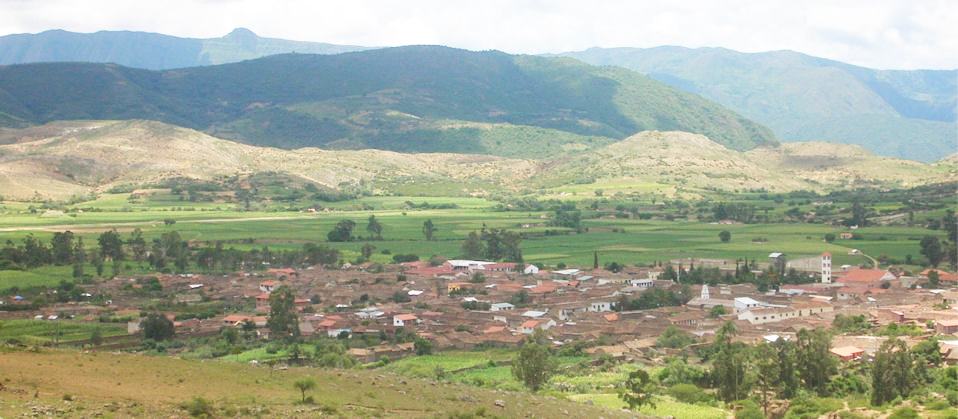

帕迪亞是玻利維亞的城鎮，由丘基薩卡省負責管轄，位於該國南部，距離首府蘇克雷187公里，始建於1583年6月23日，面積1,617平方公里，海拔高度2,102米，每年平均降雨量約650毫米，2010年人口3,697。